# Dohali
Dohali (en népalais : दोहली) est un comité de développement villageois du Népal situé dans le district de Gulmi. Au recensement de 2011, il comptait 4 124 habitants.